# Patrik Pettersson
Sten Dan Patrik Pettersson, född 12 maj 1965 i Danmark, Uppsala kommun, är en svensk skådespelare och regissör.

## Biografi
Pettersson började sin professionella bana i Kulturgruppen Spegeln. Direkt efter gymnasiet gick han på Kulturama i Stockholm och därefter på Skara Skolscen. Han utbildade sig vid Teaterhögskolan i Malmö 1993-1997 och är sedan 1999 verksam vid Dalateatern. Han ägnar sig också åt amatörteater och har undervisat på estetprogrammet. 
Han är sedan 2000 gift med Bernt Belt.

## Filmografi (urval)
- 2005 - Styckmordet (Berättelsen om en rättsskandal)
- 2002 - Matkannibalism

## Teater

### Roller
| År   | Roll                | Produktion                                            | Regi             | Teater                                 |
| ---- | ------------------- | ----------------------------------------------------- | ---------------- | -------------------------------------- |
| 1993 | Andri               | Andorra Max Frisch                                    | Thomas Müller    | Dalateatern                            |
| 1994 | Victor              | Jag älskar dej, markatta (Private Lives) Noël Coward  | Tim Luscombe(en) | Dalateatern                            |
| 1994 | Philip "Pip" Pirrip | Lysande utsikter (Great Expectations) Charles Dickens | Hans Rosenquist  | Dalateatern                            |
| 1998 | Harald              | Kvinnan som gifte sig med en kalkon Gunilla Boëthius  | Yngve Sundén     | Dalateatern                            |
| 1999 | Erik                | Paradiset Martin Lindberg                             | Martin Lindberg  | Dalateatern                            |
| 2002 |                     | Hitom, Ditom, Bortom Kersti Björkman                  | Yngve Sundén     | Dalateatern                            |
| 2009 |                     | Selmas kärlekar Gunilla Boëthius och Marianne Goldman | Anna Sjövall     | Dalateatern                            |
| 2012 | Rundqvist           | Hemsöborna August Strindberg                          | Carl Kjellgren   | Dalateatern                            |
| 2019 |                     | Pelikanen August Strindberg                           | Rikard Lekander  | Dalateatern                            |
| 2022 |                     | Vasa August Strindberg                                | Anna Pettersson  | Dalateatern/ Strindbergs Intima Teater |

### Regi
| År   | Produktion                           | Upphovsmän                                       | Teater      |
| ---- | ------------------------------------ | ------------------------------------------------ | ----------- |
| 2003 | Stormen The Tempest                  | William Shakespeare Översättning Bengt Anderberg | Dalateatern |
| 2011 | Spelman på taket Fiddler on the Roof | Jerry Bock, Sheldon Harnick och Joseph Stein     | Dalateatern |
| 2014 | Oliver!                              | Lionel Bart                                      | Dalateatern |
| 2014 | Den svagare                          | Mattias Andersson                                | Dalateatern |
| 2015 | Måsen Чайка, Tjajka                  | Anton Tjechov Översättning Lars Kleberg          | Dalateatern |
| 2017 | Får jag finnas för dig?              | Paula McManus                                    | Dalateatern |
| 2019 | Sweeney Todd                         | Stephen Sondheim och Hugh Wheeler                | Dalateatern |
| 2020 | Andra sidan                          | Talajeh Nasiri                                   | Dalateatern |